# حافظه دسترسی یکپارچه
حافظه دسترسی یکپارچه (UMA) یک معماری حافظه مشترک است که در رایانه‌های موازی استفاده می‌شود. در مدل UMA، همه پردازنده‌ها حافظه فیزیکی را به صورت یکپارچه به اشتراک می‌گذارند. در معماری UMA، زمان دسترسی به یک محل حافظه مستقل از این است که کدام پردازنده درخواست را می‌دهد یا کدام تراشه حافظه داده‌های منتقل‌شده را در خود دارد. معماری‌های رایانه‌ای حافظه دسترسی یکپارچه اغلب با معماری‌های حافظه دسترسی غیریکپارچه (NUMA) مقایسه می‌شوند. در معماری NUMA، هر پردازنده ممکن است از یک حافظه پنهان خصوصی استفاده کند. لوازم جانبی نیز به نوعی به اشتراک گذاشته می‌شوند. مدل UMA برای برنامه‌های عمومی و اشتراک زمانی توسط چندین کاربر مناسب است. می‌تواند برای تسریع اجرای یک برنامه بزرگ واحد در برنامه‌های زمان‌بندی بحرانی استفاده شود.

## انواع معماری‌ها
سه نوع معماری UMA وجود دارد:
UMA با استفاده از معماری‌های چندپردازشی متقارن (SMP) مبتنی بر گذرگاه؛
UMA با استفاده از کلیدهای صلیبی؛
UMA با استفاده از شبکه‌های اتصال چند مرحله‌ای.

## hUMA
در آوریل ۲۰۱۳، اصطلاح hUMA (حافظه دسترسی یکپارچه ناهمگن) در مطالب تبلیغاتی AMD برای اشاره به اشتراک گذاری حافظه سیستم بین پردازنده (CPU) و پردازنده گرافیکی (GPU) از طریق نماهای همبستگی حافظه نهان شروع به ظهور کرد. مزایای آن شامل مدل برنامه‌نویسی آسان‌تر و کپی‌کردن کمتر داده‌ها بین پشته‌های حافظه جداگانه است.

## همچنین ببینید
حافظه دسترسی غیریکپارچه
معماری حافظه فقط پنهان
معماری سیستم ناهمگن